# Dendropsophus rhodopeplus
Espèce
Synonymes
- Hyla rhodopepla Günther, 1858
- Hyla aluminiata Andersson, 1906
- Hyla rufopunctata Andersson, 1906
- Hyla albida Melin, 1941

Statut de conservation UICN

 LC  : Préoccupation mineure
Dendropsophus rhodopeplus est une espèce d'amphibiens de la famille des Hylidae.

## Répartition
Cette espèce se rencontre dans l'ouest du bassin de l'Amazone, :

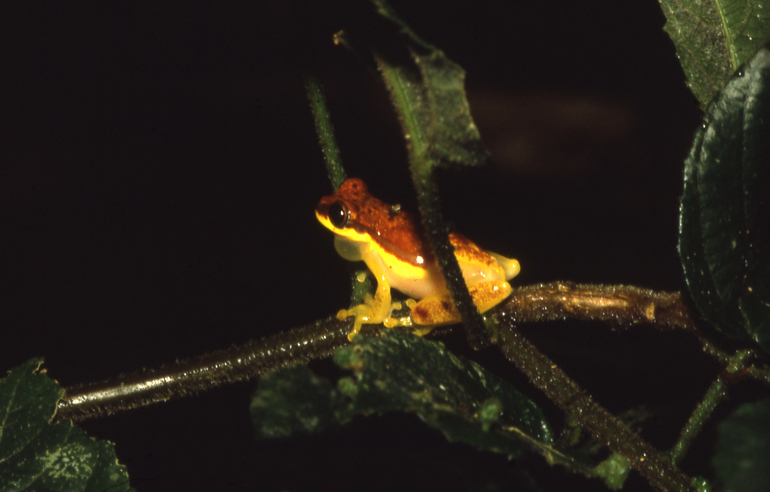
Dendropsophus rhodopeplus

- en Colombie ;
- en Équateur ;
- au Pérou ;
- en Bolivie ;
- dans l'ouest du Brésil.

## Publication originale
- Günther, 1858 : Catalogue of the Batrachia Salientia in the collection of the British Museum. p. 1-208 (texte intégral).